# Cadre-71/2-Europameisterschaft 1969

Logo CEB (ausrichtender Verband)

Veranstaltungsort: Roubaix

Die Cadre-71/2-Europameisterschaft 1969 war das 24. Turnier in dieser Disziplin des Karambolagebillards und fand vom 23. bis zum 26. Oktober 1969 in Roubaix statt. Es war die siebte Cadre-71/2-Europameisterschaft in Frankreich.

## Geschichte
Mit einem auf internationalen Parkett noch nie erreichten Generaldurchschnitt (GD) von 67,74, was neuer Europarekord war, sicherte sich der Franzose seinen zweiten EM-Titel im Cadre 71/2. Dabei stieß er, genau wie der Zweitplatzierte Raymond Ceulemans, eine Partie in einer Aufnahme aus. Leidtragender war in beiden Partien der Niederländer Henk Scholte. Dritter wurde Roland Dufetelle. Der deutsche Vizemeister Peter Sporer aus München, der für den verhinderten Titelträger Siegfried Spielmann in Roubaix antrat, wurde in diesem Klassefeld nur Letzter.

## Turniermodus
Hier wurde im Round Robin System bis 300 Punkte gespielt. Es wurde mit Nachstoß gespielt. Damit waren Unentschieden möglich.
Bei MP-Gleichstand wird in folgender Reihenfolge gewertet:
1. MP = Matchpunkte
2. GD = Generaldurchschnitt
3. HS = Höchstserie

## Abschlusstabelle
| MP    | Match Points (Sieger = 2; Unentschieden = 1; Verlierer = 0) |
| Pkte. | Erzielte Karambolagen                                       |
| Aufn. | Benötigte Versuche                                          |
| GD    | Generaldurchschnitt                                         |
| BED   | Bester Einzeldurchschnitt eines Spielers                    |
| HS    | Höchstserie                                                 |
|       | Bester GD des Turniers                                      |
|       | Bester ED des Turniers                                      |
|       | Beste HS des Turniers                                       |
|       | 1. Platz (Gold)                                             |
|       | 2. Platz (Silber)                                           |
|       | 3. Platz (Bronze)                                           |

| Platz                      | Name              | MP   | Pkte. | Aufn. | GD    | BED    | HS  |
| -------------------------- | ----------------- | ---- | ----- | ----- | ----- | ------ | --- |
| 1                          | Jean Marty        | 14:0 | 2100  | 31    | 67,74 | 300,00 | 575 |
| 2                          | Raymond Ceulemans | 12:2 | 2089  | 33    | 63,30 | 300,00 | 580 |
| 3                          | Roland Dufetelle  | 8:6  | 1612  | 52    | 31,00 | 75,00  | 131 |
| 4                          | Ludo Dielis       | 7:7  | 1764  | 61    | 28,91 | 50,00  | 181 |
| 5                          | José Gálvez       | 6:8  | 1450  | 66    | 21,96 | 50,00  | 201 |
| 6                          | Henk Scholte      | 6:8  | 1090  | 57    | 19,12 | 33,33  | 131 |
| 7                          | Johann Scherz     | 3:11 | 1640  | 56    | 29,28 | 42,85  | 168 |
| 8                          | Peter Sporer      | 0:14 | 1034  | 76    | 13,60 | –      | 82  |
| Turnierdurchschnitt: 29,58 |                   |      |       |       |       |        |     |